# Michael Rodriguez (taekwondo)
Michael Christopher Rodriguez (15 de febrero de 2003) es un deportista estadounidense que compite en taekwondo. Ganó dos medallas de bronce en el Campeonato Panamericano de Taekwondo, en los años 2022 y 2024.

## Palmarés internacional
| Campeonato Panamericano | Campeonato Panamericano      | Campeonato Panamericano | Campeonato Panamericano |
| Año                     | Lugar                        | Medalla                 | Categoría               |
| ----------------------- | ---------------------------- | ----------------------- | ----------------------- |
| 2022                    | Punta Cana (Rep. Dominicana) | Medalla de bronce       | –87 kg                  |
| 2024                    | Río de Janeiro (Brasil)      | Medalla de bronce       | –87 kg                  |